# Anna Chartjynska
Anna Andriivna Chartjynska (ukrainska: Харчинська Анна Андріївна), född 25 maj 2001 i Kyjiv, Kiev oblast, Ukraina, är en volleybollspelare (motstående spiker).
Chartjynska spelade på seniornivå först för AF Bila Tserkva, innan hon 2018 gick över till VK Orbita-ZTMK-ZNU. Därefter spelade hon med början 2020 med SK Prometej. Hon deltog med Ukrainas damlandslag i volleyboll vid EM 2021 där Ukraina gick vidare från gruppspelet, men förlorade mot Polen i åttondelsfinalen. Hon studerar sedan 2022 vid Ohio University.